# Стоян Гърков
Стоян Георгиев Гърков е български офицер (генерал-майор).

## Биография
Роден е в град Лом на 5 юли 1916 г. в семейство на бедни работници. Учи в ломската гимназия, а след изключването му става за една година частен ученик. През 1934 е приет за член на БКМС, по-късно същата година е арестуван и съден по закона за защита на държавата, но е оправдан. През 1940 постъпва в Софийския университет специалност „право“. През 1943 е арестуван в така наречения процес на 100-те и е осъден на 15 години затвор.
След 9 септември 1944 г. излиза от затвора и е началник на Държавна сигурност в Лом. После секретар в гр. Кула. През 1950 завършва Партийна школа в гр. Станке Димитров, а по-късно и военно-политическа академия в Ленинград. През 1962 е назначен за военен аташе в Югославия. През 1964 е назначен за заместник-началник на РУМНО. Към 1969 г. е заместник-командир по политическата част, той и началник на политическия отдел на Разузнавателното управление на Генералния щаб. През 1969 г. му е присвоено званието генерал-майор. През 1970 г. е назначен за заместник-началник на Главното политическо управление на Народната армия (ГлПУНА). След 2 години за началник на ГлПУНА е назначен заместник-министърът генерал-полковник Кирил Косев, също бивш офицер от военното разузнаване. След неразбирателство между двамата написва писмо до Политбюро на ЦК на БКП „за антипартийната дейност на началника на ГлПУНА ген.-полк. Кирил Косев“. Политбюро чрез нарочна комисия разследва обвинението и го определя за невярно. През 1975 генерал Гърков е изпратен на длъжност военен аташе в Чехословакия, където остава до 1978. По-късно работи в инспектората към Генералния щаб. 
Пенсиониран е през 1980. Умира на 16 май 1999 в гр. София. 
Награждаван е с орден „Народна република България“ – III ст. (1966) и с орден „Народна република България“ – I ст. (1976).